# Phyllophaga benexonana
Phyllophaga benexonana är en skalbaggsart som beskrevs av Moron 2000. Phyllophaga benexonana ingår i släktet Phyllophaga och familjen Melolonthidae. Inga underarter finns listade i Catalogue of Life.